# اجگره
اجگره یک روستا از توابع بخش مرکزی شهرستان سنندج در استان کردستان در ایران می‌باشد.

## جمعیت
این روستا در دهستان آرندان قرار دارد و براساس سرشماری مرکز آمار ایران در سال ۱۳۸۵، جمعیت آن ۲۴۹ نفر (۵۴خانوار) بوده‌است.